# Autran Dourado
Waldomiro Freitas Autran Dourado (n. 18 ianuarie 1926, Patos de Minas, Minas Gerais, Brazilia – d. 30 septembrie 2012, Rio de Janeiro, Rio de Janeiro, Brazilia) a fost un romancier brazilian.
Dourado s-a născut în Patos de Minas, statul Minas Gerais. Mergând împotriva tendințelor actuale din literatura braziliană⁠(d), operele lui Dourado prezintă o mare preocupare pentru forma literară, cu multe cuvinte și expresii obscure. Minas Gerais este cadrul în care se desfășoară majoritatea cărților lui Dourado, semănând cu tendința regionalistă de la începutul până la mijlocul secolului al XX-lea din literatura braziliană. Cei mai mulți critici literari consideră că opera lui Dourado are asemănări cu literatura barocă.
În 1982, Dourado a câștigat Premiul Jabuti.
În 2000, Dourado a câștigat Premiul Camões, cel mai important premiu literar în limba portugheză.
În 2001, regizoarea braziliană Suzana Amaral⁠(d) a lansat filmul Uma Vida em Segredo⁠(d). Filmul s-a bazat pe romanul cu același titlu scris de Autran Dourado.
Dourado a murit din cauza sângerării stomacului pe 30 septembrie 2012, la Rio de Janeiro. Avea 86 de ani.

## Romane selectate
- Uma Vida em Segredo, 1964
- Ópera dos Mortos, 1967
- O Risco do Bordado, 1970
- Os Sinos da Agonia, 1974
- Ópera dos Fantoches, 1995
- As Imaginações Pecaminosas (Premiul Jabuti 1982)
- A Serviço Del-Rei, 1984
- Confissões de Narciso, 1997

## Recenzii
- McCabe, Brian (1981), recenzie la Vocile morților, în Cencrastus No. 6, toamna 1981, p. 42